# Желиговский, Владислав Александрович
Владислав Александрович Желиговский (1891—1974) — советский учёный в области механизации сельского хозяйства и с.-х. машиностроения, академик ВАСХНИЛ (1948).

## Биография
Родился в Кыштыме (сейчас — Челябинская область).
Окончил Московский СХИ (1916).
Работал там же (с 1917 года Петровская сельскохозяйственная академия, с декабря 1923 года — Сельскохозяйственная академия имени К. А. Тимирязева): научный сотрудник (1913), помощник заведующего Машиноиспытательной станцией (1917—1920), одновременно ассистент кафедры с.-х. машин (1919—1920), преподаватель на кафедре с.-х. механики (1921—1927), декан факультета земледельческой механики (1928), заведующий кафедрой деталей и проектирования с.-х. машин (1929).
В 1928—1932 заведующий конструкторским отделом ВНИИ с.-х. машиностроения (ВИСХОМ).
Заведующий кафедрой (1930—1938), заместитель директора по научной и учебной работе (1939—1941) Московского института механизации и электрификации сельского хозяйства (МИМЭСХ). В 1942—1943 заведующий лабораторией механической технологии с.-х. материалов ВНИИ механизации сельского хозяйства.
Заведующий кафедрой с.-х. машин МСХА (1943—1947). Председатель секции механизации и электрификации сельского хозяйства ВАСХНИЛ (1946—1957). Заведующий (1947—1972), профессор-консультант (1972—1974) кафедры почвообрабатывающих машин МИИСП (Московского института инженеров с.-х. производства).
Доктор технических наук (1946), профессор (1949), академик ВАСХНИЛ (1948).
Разработчик методов расчета и проектирования с.-х. машин и орудий, инженерного расчета производственных процессов и операций в с.-х. производстве.
Похоронен на Введенском кладбище.

## Награды, премии, почётные звания
Заслуженный деятель науки и техники РСФСР. Награжден двумя орденами Ленина, двумя орденами Трудового Красного Знамени, 2 медалями СССР, Большой золотой и Большой серебряной медалями ВСХВ, золотой медалью им. В. П. Горячкина (1972).

## Труды
Автор (соавтор) свыше 150 научных трудов. Получил 7 авторских свидетельств на изобретения.
Книги:
- Некоторые элементы теории сельскохозяйственных машин и орудий. — М., 1935. — 131 с. — (Тр. лаб. с.-х. машин МИМЭСХ; Бюл. № 8).
- Экспериментальная теория резания лезвием. — М., 1941. — 27 с. — (Тр. МИМЭСХ; Вып. 9).
- Проблемы механизации в сельском хозяйстве. — М.: Молодая гвардия, 1953. — 32 с.
- Элементы теории почвообрабатывающих машин и механической технологии с.-х. материалов / Груз. СХИ. — Тбилиси, 1960. — 146 с.
- О подготовке инженеров для сельскохозяйственного производства. — Саранск, 1964. — 25 с.